# Памплон (кантон)
Пампло́н (фр. Pampelonne, окс. Pampalona) — упразднённый кантон во Франции, находился в регионе Юг — Пиренеи, департамент Тарн. Входил в состав округа Альби.
Код INSEE кантона — 8123. Всего в кантон Памплон входили 9 коммун, из них главной коммуной являлась Памплон.
Кантон был упразднён в марте 2015 года.

## Население
Население кантона на 2009 год составляло 3893 человека.
| 1962 | 1968 | 1975 | 1982 | 1990 | 1999 | 2006 | 2009 |
| ---- | ---- | ---- | ---- | ---- | ---- | ---- | ---- |
| 4056 | 4433 | 4342 | 3965 | 3872 | 3656 | 3821 | 3893 |

## Коммуны кантона
| Коммуна             | Население, чел. (2010) | Почтовый индекс | Код INSEE |
| ------------------- | ---------------------- | --------------- | --------- |
| Альмерак            | 293                    | 81190           | 81008     |
| Жукевьель           | 101                    | 81190           | 81110     |
| Мирандоль-Бурньюнак | 1084                   | 81190           | 81168     |
| Монторьоль          | 57                     | 81190           | 81172     |
| Муларес             | 271                    | 81190           | 81186     |
| Памплон             | 761                    | 81190           | 81201     |
| Сент-Жем            | 807                    | 81190           | 81249     |
| Танюс               | 526                    | 81190           | 81292     |
| Требан              | 43                     | 81190           | 81302     |